# Schronisko w Srogiej Skale
Schronisko w Srogiej Skale – jaskinia we wsi Zaborze w województwie śląskim, w powiecie myszkowskim, w gminie Żarki. Znajduje się w Srogiej Skale, po południowej stronie drogi z Zaborza do Suliszowic. Pod względem geograficznym jest to obszar Wyżyny Częstochowskiej wchodzący w skład Wyżyny Krakowsko-Częstochowskiej.

## Opis obiektu
Schronisko znajduje się we wschodniej stronie skały, nieco z tyłu pod dużymi, opartymi o nią blokami skalnymi tworzącymi jego ściany i strop. Skały schroniska mają liczne krasowe wymycia. Południowa część schroniska ma szerokość około 3 m, wysokość do 2 m. Schronisko jest widne w całości, suche i bez nacieków. Jego namulisko jest próchniczne, z dużą ilością gruzu i dość grube. Przy otworach rozwijają się rośliny i mchy, m.in. bodziszek cuchnący, lepnica zwisła, paprotka zwyczajna, pokrzywa zwyczajna i drzewiasty bez czarny.
Schronisko opisał Kazimierz Kowalski w 1951 r.. Dokumentację opracował J. Zygmunt w maju 2009 r.

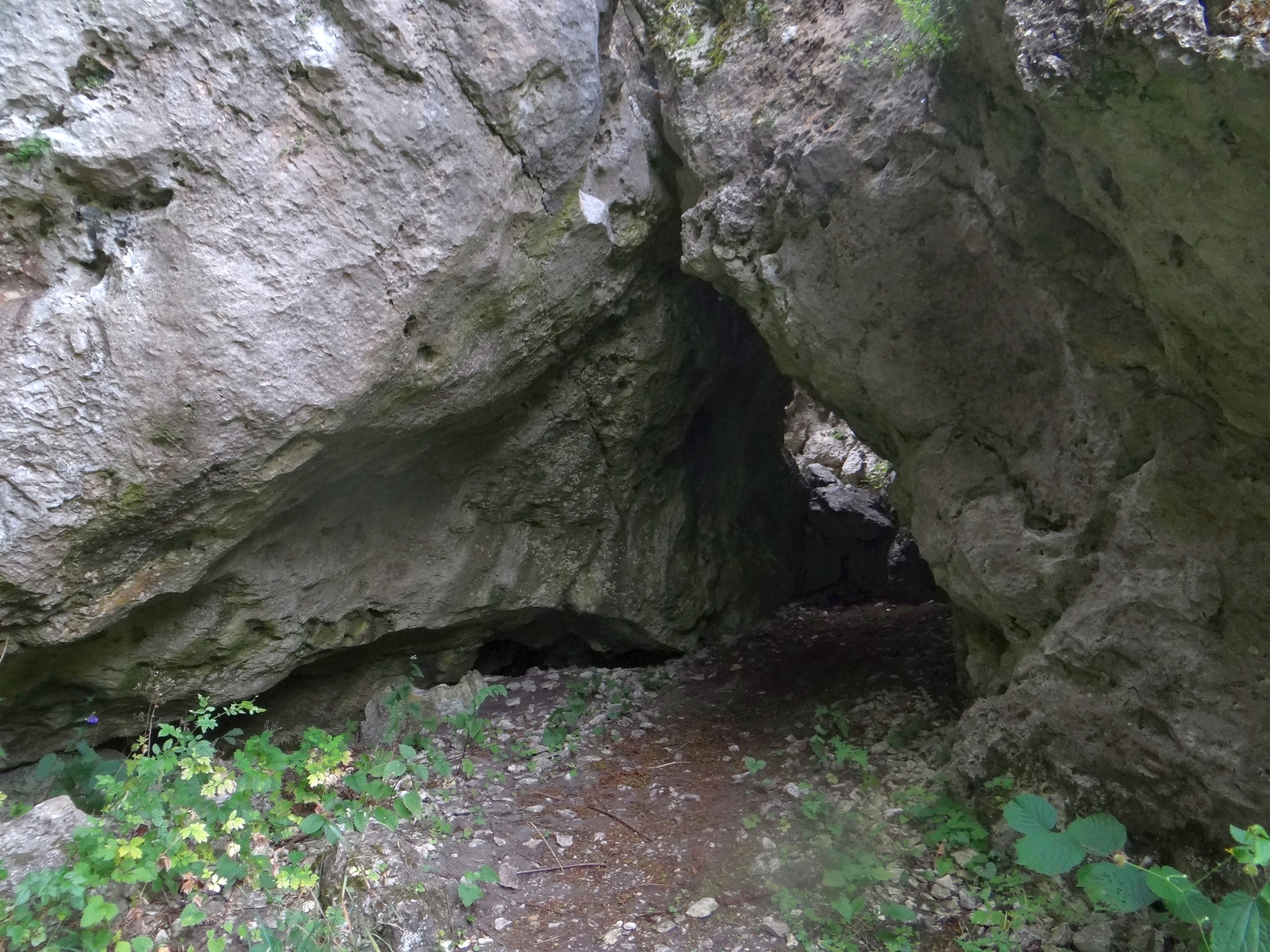
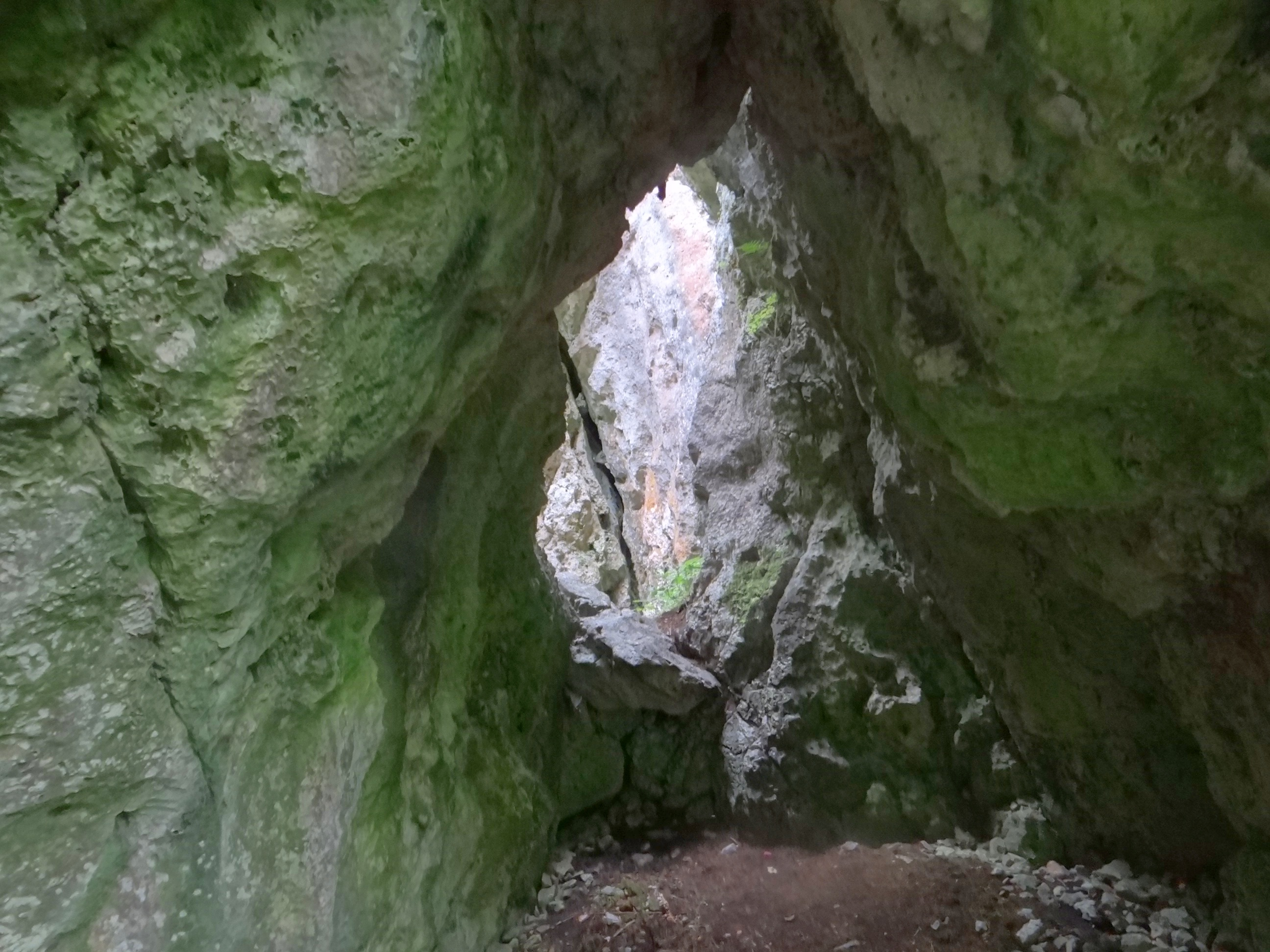
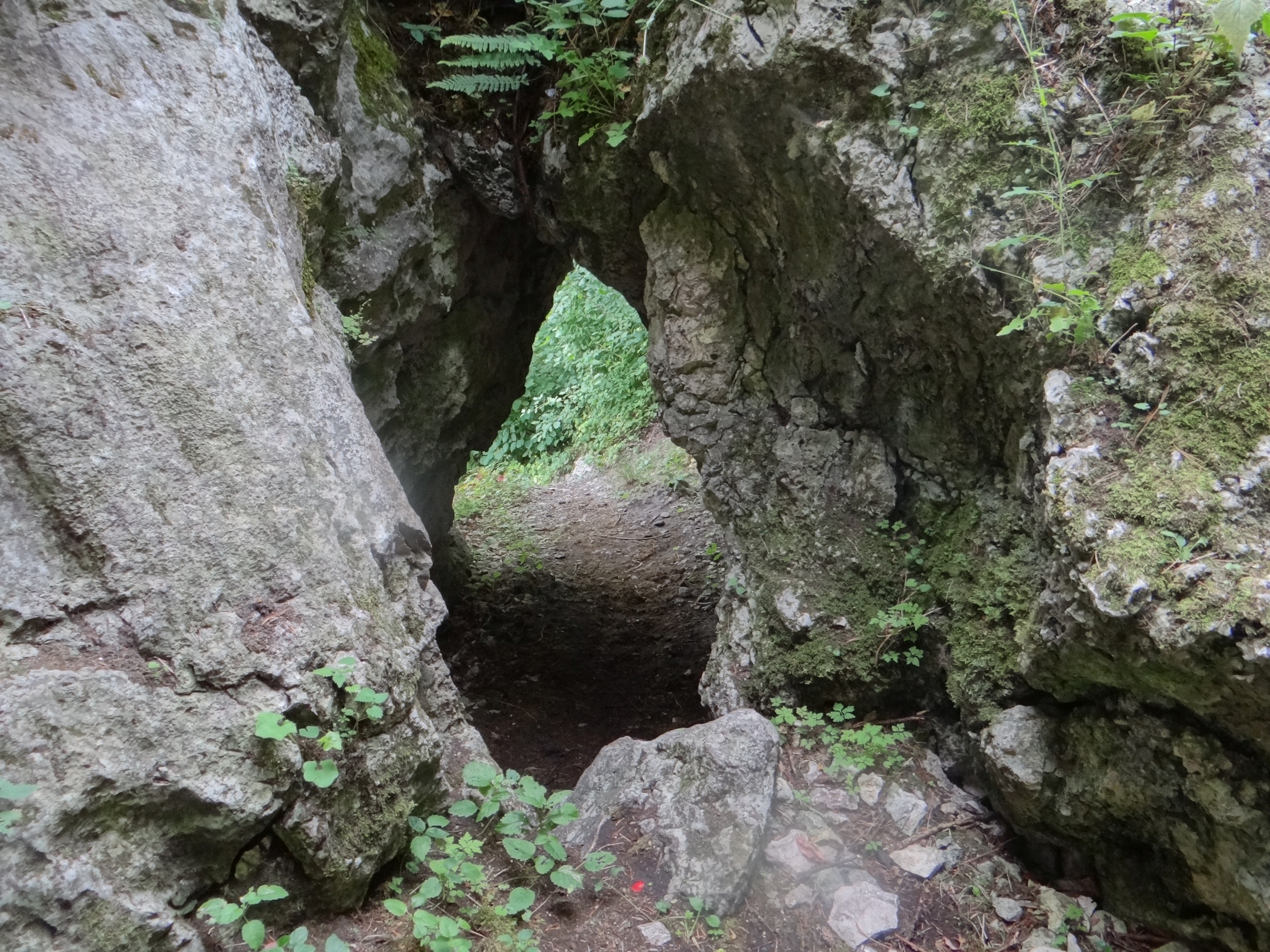
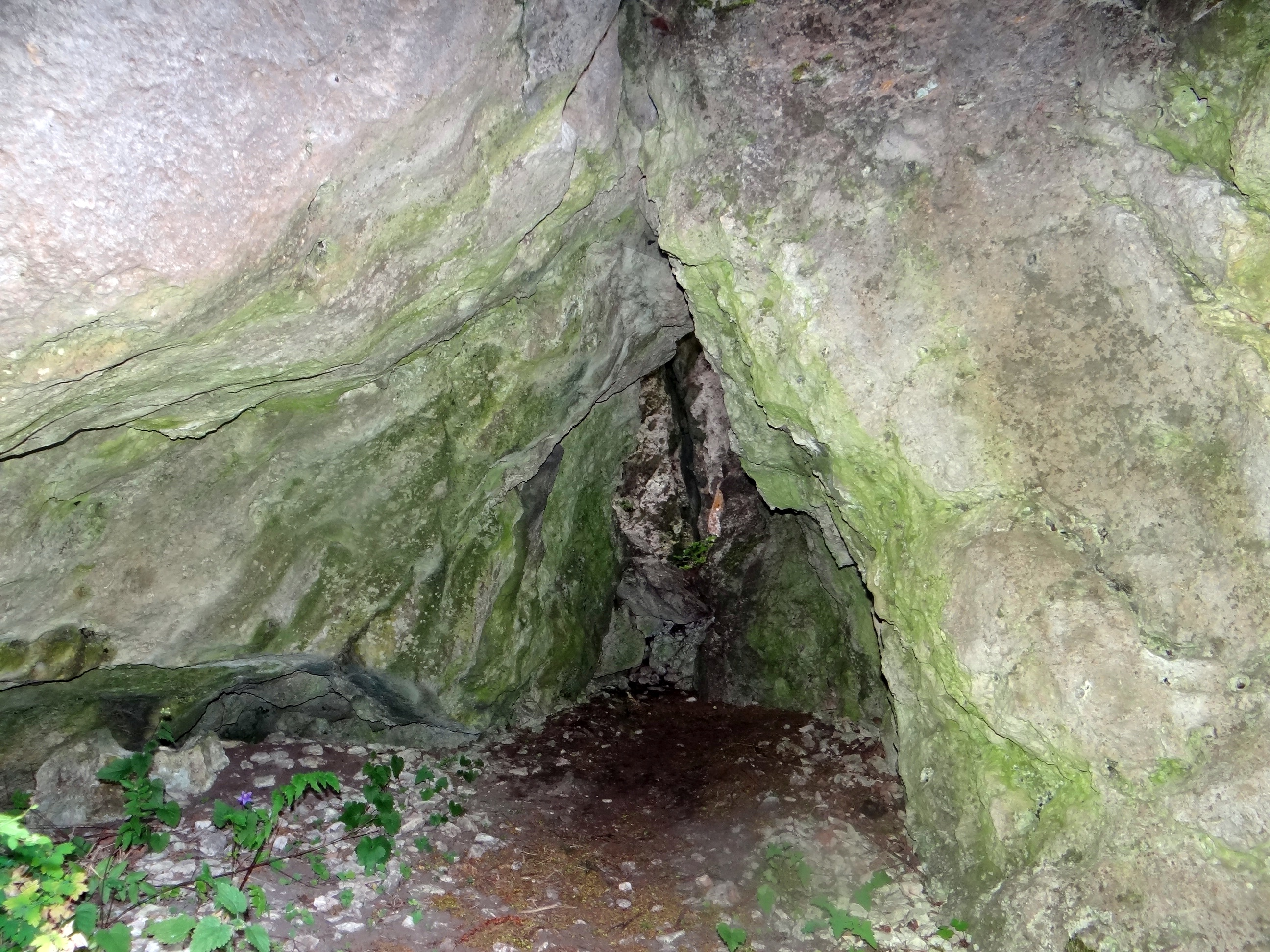
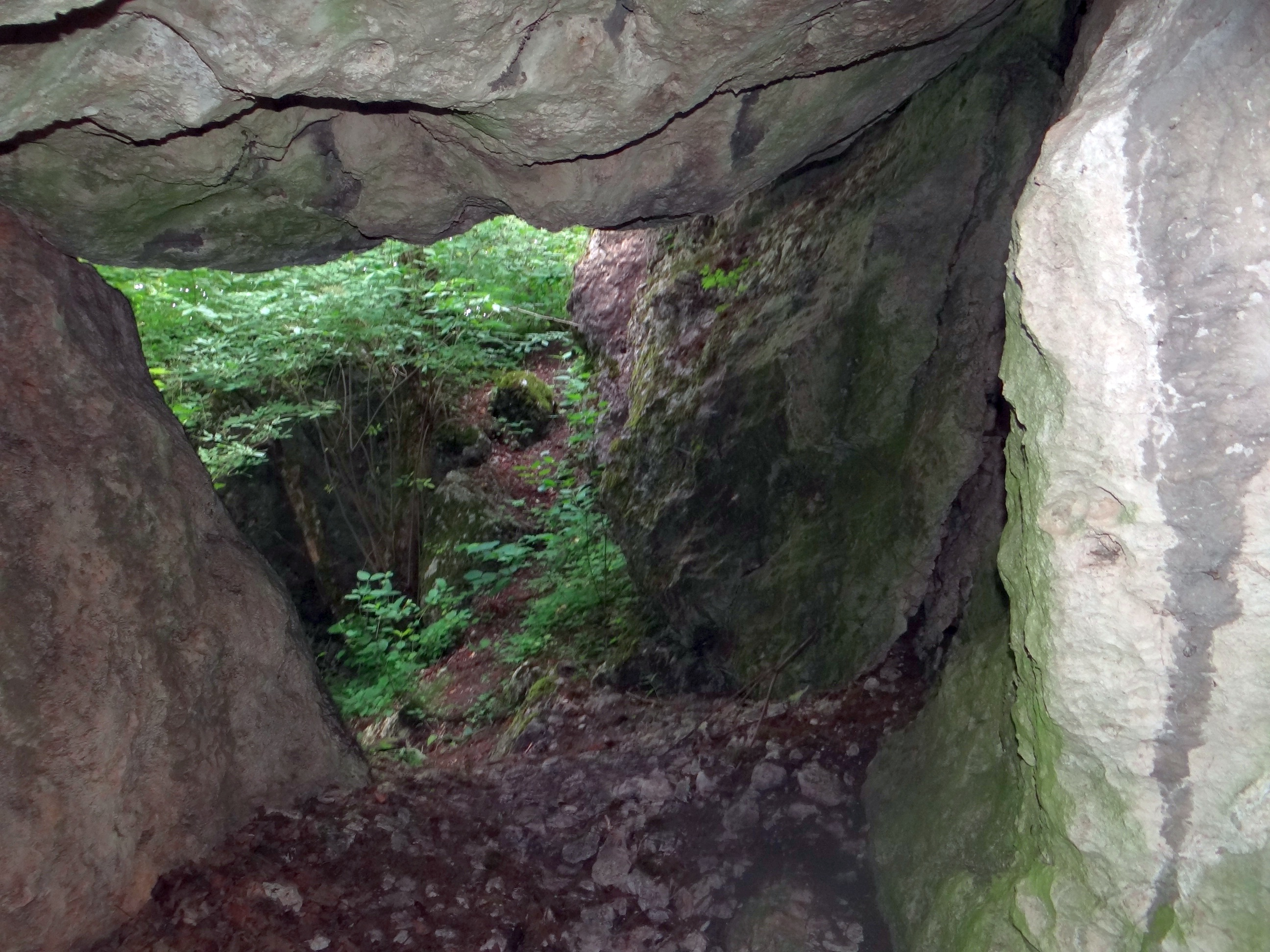